# سوفی دوویان
سوفی آرایی دوویان (ارمنی: Սոֆի Արայի Դևոյան؛ زادهٔ ۸ ژوئیهٔ ۱۹۴۹) بازیگر و رقصنده اهل ارمنستان است. وی از سال میلادی تاکنون مشغول فعالیت بوده‌است.

## زندگی‌نامه
وی در ۸ ژوئیه ۱۹۴۹ در ایروان به دنیا آمد . وی برنده جوایزی همچون مدال موسس خورناتسی و هنرمند شایسته ارمنستان شوروی است.

## گزیده فیلمشناسی
از فیلم‌ها یا برنامه‌های تلویزیونی که وی در آن نقش داشته‌است می‌توان به وندتا    اشاره کرد.